# Мајнц
Мајнц (фр. Mayence) је највећи и главни град немачке савезне државе Рајна-Палатинат. У Мајнцу се налази Универзитет Јохана Гутенберга.

## Географија
Град се налази на надморској висини од 82-245 метара. Његова површина износи 97,7 km². У самом граду је, према процјени из 2010. године, живјело 197.623 становника. Просјечна густина становништва износи 2.022 становника/km². Поседује регионалну шифру (AGS) 7315000.
Мајнц са Висбаденом чини јединствено градско подручје са два центра. Број становника је још почетком 20. века века био преко 100.000 становника. Налази се на ушћу Мајне у Рајну. Већи градови у околини су Висбаден, Лудвигсхафен, Манхајм, Дармштат и Франкфурт на Мајни. Мајнц лежи на левој обали Рајне, која чини источну границу града. Град је подељен на 15 четврти.
До 1945, Бишофсхајм, Гинсхајм-Густавсбург су били део Мајнца, а данас су посебни градови. Насеља на северу, са друге стране Рајне (такозвани АКК), сада су део града Висбадена. До раздвајања је дошло када је Рајна постала граница између француске и америчке окупационе зоне (касиније држава Рајна-Палатинат и Хесен).
Позната туристичка атракција је традиционални карневал, који има традицију од раног 19. века.

## Клима
| Клима Мајнца                                                                            | Клима Мајнца | Клима Мајнца | Клима Мајнца | Клима Мајнца | Клима Мајнца | Клима Мајнца | Клима Мајнца | Клима Мајнца | Клима Мајнца | Клима Мајнца | Клима Мајнца | Клима Мајнца | Клима Мајнца  |
| Показатељ \ Месец                                                                       | .Јан.        | .Феб.        | .Мар.        | .Апр.        | .Мај.        | .Јун.        | .Јул.        | .Авг.        | .Сеп.        | .Окт.        | .Нов.        | .Дец.        | .Год.         |
| --------------------------------------------------------------------------------------- | ------------ | ------------ | ------------ | ------------ | ------------ | ------------ | ------------ | ------------ | ------------ | ------------ | ------------ | ------------ | ------------- |
| Апсолутни максимум, °C (°F)                                                             | 16,5 (61,7)  | 19,0 (66,2)  | 23,4 (74,1)  | 30,0 (86)    | 33,5 (92,3)  | 37,5 (99,5)  | 38,1 (100,6) | 39,0 (102,2) | 32,5 (90,5)  | 26,9 (80,4)  | 22,1 (71,8)  | 16,5 (61,7)  | 39,0 (102,2)  |
| Средњи максимум, °C (°F)                                                                | 3 (37)       | 5 (41)       | 10 (50)      | 14 (57)      | 19 (66)      | 22 (72)      | 24 (75)      | 24 (75)      | 20 (68)      | 14 (57)      | 8 (46)       | 4 (39)       | 13,92 (57,06) |
| Просек, °C (°F)                                                                         | 0,5 (32,9)   | 1,5 (34,7)   | 5,5 (41,9)   | 9 (48)       | 13,5 (56,3)  | 16,5 (61,7)  | 18,5 (65,3)  | 18 (64)      | 14,5 (58,1)  | 9,5 (49,1)   | 5 (41)       | 1 (34)       | 9,42 (48,96)  |
| Средњи минимум, °C (°F)                                                                 | −2 (28)      | −2 (28)      | 1 (34)       | 4 (39)       | 8 (46)       | 11 (52)      | 13 (55)      | 12 (54)      | 9 (48)       | 5 (41)       | 2 (36)       | −2 (28)      | 4,91 (40,84)  |
| Апсолутни минимум, °C (°F)                                                              | −16,8 (1,8)  | −12,9 (8,8)  | −12,0 (10,4) | −4,5 (23,9)  | −0,1 (31,8)  | 4,1 (39,4)   | 7,7 (45,9)   | 5,0 (41)     | 2,4 (36,3)   | −4,0 (24,8)  | −7,8 (18)    | −16,9 (1,6)  | −16,9 (1,6)   |
| Количина падавина, mm (in)                                                              | 43 (16,9)    | 41 (16,1)    | 42 (16,5)    | 40 (15,7)    | 60 (23,6)    | 51 (20,1)    | 68 (26,8)    | 60 (23,6)    | 51 (20,1)    | 54 (21,3)    | 47 (18,5)    | 50 (19,7)    | 607 (239)     |
| Извор: urlaubplanen.org(за средње вредности температура),wetterdienst.de(остали подаци) |              |              |              |              |              |              |              |              |              |              |              |              |               |

## Историја
- Римско утврђење Mogontiacum, престоница римске провинције
- 343 — оснивање бискупије
- од 745. седиште надбискупије
- 1631—1635 – Шведска окупација за време Тридесетогодишњега рата
- крајем XVIII века постаје део Француске – за време Наполеона био је седиште департмана
- 1815 — место припада краљевству Хесен-Дармштат
- 1866 — постаје део Пруске
- 1918—1930 – Француска окупација
- разорен у Другом светском рату
- до 1949. у француској окупационој зони

## Споменици
- Остаци из римског доба: Јупитеров стуб, позориште, 5 бродова итд.
- Романичка католичка катедрала св. Мартина и Стефана (Dom Sankt Martin und Stephan) из 11. века, преуређена у XIII и XVIII веку.
- Музеј Јохана Гутенберга, где је изложен примерак његове оригиналне Библије
- Стари град (Altstadt)
- Црква светог Стефана (Sankt Stephankirche) са витражима Марка Шагала
- Палата принца-електора (Kurfürstlisches Schloß) из XV века, касније више пута преуређивана. У њој се налази Музеј римско-немачке историје (Römisch-Germanisches Zentralmuseum).
- Историјска тврђава-цитадела (Zitadelle Mainz) из XVII века

### Медији
У Мајнцу је централа телевизијских станица ZDF (Zweites Deutches Fernsehen) и 3SAT.

## Спорт
- Фудбалски клуб FSV Mainz 05 је од 2004. у првој лиги Немачке

## Међународна сарадња
| Место     | Држава               | Врста сарадње | Од    |
| --------- | -------------------- | ------------- | ----- |
| Луивил    | САД                  | партнерство   | 1994. |
| Хаифа     | Израел               | партнерство   | 1987. |
| Загреб    | Хрватска             | партнерство   | 1967. |
| Вотфорд   | Уједињено Краљевство | партнерство   | 1956. |
| Дижон     | Француска            | партнерство   | 1958. |
| Валенсија | Шпанија              | партнерство   | 1978. |
| Баку      | Азербејџан           | контакт       | 1984. |
| Кигали    | Руанда               | пријатељство  | 2007. |
| Извор     |                      |               |       |

## Галерија
- Катедрала св. Мартина и Стефана
- Панорама града, око 1890.
- Градски музеј
- Градско позориште
- Гаутор
- Уни-Клиника
- Шеталиште поред Рајне
- Стари део града
- Карневал